# 仲嘎曲德寺
仲嘎曲德寺，位于中國西藏自治区山南市隆子县日当镇，是一座藏传佛教格鲁派寺院。

## 简介
仲嘎曲德寺，简称“曲地寺”，是西藏涅地格鲁派的分寺，位于山南市隆子县驻地西北的日当镇。
该寺在吐蕃时期为苯教寺庙，11至13世纪改宗藏传佛教噶当派，15世纪后又改宗格鲁派，与卡定寺形成东、西两大寺院。在鼎盛时期，该寺僧人达到两百余人。1959年民主改革前有僧人105人；辖雅古寺、蒙久拉康、休仓热追等寺庙及修行处，拥有谿卡（庄园）3处（即贡当谿卡）、田产将近300亩、牲畜1500多头（只）、朗生（奴隶）50多人；寺中设拉布让（大喇嘛私邸）、聂章（管理财政）、基巴（管理膳食）、雅勒（管理集会）等管理机构及人员。该寺和拉萨色拉寺关系十分密切，该寺活佛的转世灵童认定、僧侣学经等事宜均由色拉寺负责。
该寺活佛已转世十六代：第一代活佛格娃西尼·云丹罗追坚赞，第二代堪布班觉敦约扎巴，第三代堪布朗卡约久桑布，第四代堪布达旺晋美赤烈，第五代堪布桑杰云巴，第六代堪布扎巴班丹桑布，第七代堪布朗卡索朗扎巴，第八代堪布阿旺朗卡丹增扎巴，第九代堪布罗桑赤烈嘉措，第十代至第十五代堪布名字不详，第十六代堪布丹增赤烈·通麦嘉措（于1959年出走国外）。
2012年，仲嘎曲德寺的僧人洛桑克珠被评为西藏自治区爱国守法先进僧尼。

## 建筑
仲嘎曲德寺原来的主要建筑有祖不拉康、拉玛拉康、贡康、扎夏（僧舍）等等。现存主体建筑是祖不拉康，高二层，由门廓、杜康大殿、占康（佛殿）、 却康、强康（强巴佛殿）等构成。
- 祖不拉康
  - 门廓：坐北朝南，有柱2根，面阔8.6米，进深4米，面积34.4平方米，东西两侧有配室；立柱是八棱形柱体，下面为石质莲花柱础。[2]
  - 杜康大殿：长19米，宽16米，面积304平方米，面阔7间（6柱）、进深6间（5柱），共有柱30根，均为方柱，平面呈网格状分布，柱距约2.2×2.4米，中央2柱直接承托上层顶部面积6平方米的天井，高侧天窗。杜康大殿四壁绘有壁画：南壁西端绘天神常醒、六臂依怙、牛头金刚等护法神，东端绘坚实女丹玛、贡布（该寺护法神）、吉祥天女（班丹拉姆）等护法神；西壁自南至北绘有上下三排共计35尊释迦牟尼化佛小像、十六罗汉、密宗事部三怙主（即文殊菩萨、观音菩萨、金刚手菩萨）等神像；北壁绘宗喀巴及其弟子传承以及宗喀巴师徒三尊像；东壁自北至南绘有长寿三尊（次那朗松）、无量寿佛、宗喀巴师徒三尊、大威德金刚、释迦牟尼传记、该寺创建者格娃西尼·云丹罗追坚赞活佛等神像。另外，大殿顶部两极也有壁画，是宗喀巴师徒三尊、弥勒佛及其化佛小像、释迦牟尼二弟子、阿底峡、仲敦巴、白度母、绿度母、该寺格鲁派时期八代活佛肖像等等；画像周围绘有装饰性的云雾、山峰、河湖、草木等图案。大殿内的西北角有一排经橱，摆放着超过百卷的经书，包括《十万经卷》等二十多部佛经。[2]
  - 却康：位于大殿西北角，南面辟有门，平面呈长方形，长6.6米，宽3米，面积19.8平方米。[2]
  - 占康（佛殿）：位于大殿北侧正中，长7米，宽6.2米，面积43.4平方米，有柱2根。殿内北壁设有佛坛，原来主供三世佛，两侧为八大随佛弟子泥塑像，主尊高8米，其他均高2.5米，现在上述佛像均已无存。佛殿中央原来有一座铜质灵塔，约两层楼高，左右各有四臂依怙合金像一尊，如今塔及神像均已无存。[2]
  - 强康：位于大殿东北角，平面呈长方形，长6米，宽2.2米，面积13.2平方米。殿内北壁供奉强巴佛泥塑像，脚踩莲台立于须弥座上。强康西墙上有一幅面积4平方米的早期壁画，内容是《佛传·夜半逾城》，底为红色，采用“游丝描”线条勾勒人物，人物衣着的线条以蓝色、 灰色、红色为主，肌肤则以白色线条勾勒，着色采用“平涂法”并用线条勾出衣服的褶皱，人物形象丰满，线条轻匀，用色淡雅。画幅分为上、中、下三层：上层绘小叶瓣莲花图案的装饰边框；中层中心为一骑马人，头戴“山”字形花冠，昂首挺胸，右手挽缰绳，左手持鞭，前呼后拥，有四个人高擎马腿，马前有一位身穿对襟黑袍的牵马侍从，其前面还有两位身穿黑色短裤、赤裸上身、跣足的引导侍从，骑马人之后为六位侍从，均穿对襟长袍、腰系束带，头戴各种冠帽；下层是身穿黑色长袍、右手挽缰的两位牵马人，其下方有免冠、披发、身穿长袍的三人。该壁画从技法到内容都具有显著的早期特征，其中人物面部丰腴、用近似“游丝描”的一条线勾勒造型等特点与汉地唐代壁画风格类似，属于西藏佛教前弘期的壁画遗存。[2]